# Os Chocolix (série animada)
Os Chocolix é uma série de animação brasileira, produzida pela SuperToons e desenvolvida pelo Fundo Setorial do Audiovisual e Ancine, criada por Jacqueline Shor, sendo transmitida no canal Nick Jr. (Brasil), todos os sábados ao meio-dia com reprise as 18 horas. São quatro temporadas com 13 episódios cada.
Nos canais abertos o desenho vai ao ar na TV Cultura, Rede Brasil de Televisão e Rede Bandeirantes.
A série também é exibida na Rede Família emissora do grupo Record com sede em Campinas e que é transmitida em mais de 100 cidades do interior de São Paulo.

## Sinopse
Os Chocolix são uma família de chocolates de cores diferentes formada pela mãe Dona Branca, pelo pai Don Cacau, os ﬁlhos Chocomark e Chocolyne e o mascote de estimação Docecookie que vivem no esplendido Reino de Chocolândia. 
Mostrando a diversidade em cada episódio, o intuito da série é a prevenção do bullying e juntar as pessoas, ao mesmo tempo que vivemos um momento de grande imigração em massa, a série visa a aceitação e o acolhimento aos refugiados, além do incentivo a leitura.